# Avianca Guatemala
Avianca Guatemala ist eine guatemaltekische Fluggesellschaft mit Sitz in Guatemala-Stadt und Basis auf dem Flughafen Guatemala-Stadt. Sie ist ein Tochterunternehmen der Avianca Holdings und Mitglied der Luftfahrtallianz Star Alliance.

## Geschichte
Avianca Guatemala ist 2013 aus Aviateca hervorgegangen, als Avianca und TACA fusionierten und nach und nach alle Fluggesellschaften unter der Marke Avianca zu operieren begannen.

## Flotte

### Aktuelle Flotte
Mit Stand März 2025 besteht die Flotte der Avianca Guatemala aus einem Flugzeug mit einem Alter von 12,3 Jahren:
| Flugzeugtyp     | Anzahl | bestellt | Anmerkungen | Sitzplätze |
| --------------- | ------ | -------- | ----------- | ---------- |
| Airbus A320-200 | 1      |          |             | 180        |
| Gesamt          | 1      | –        |             |            |

### Ehemalige Flugzeugtypen
- ATR 72-600